# مايكل آرون
ماكيل آرون (بالإنجليزية: Michael Aron) هو دبلوماسي بريطاني، ولد في 22 مارس 1959.
| سبقه سايمون شيركليف | سفير المملكة المتحدة لدى اليمن 2018-2021 | تبعه ريتشارد أوبنهايم |